# Hoven Droven
Hoven Droven est un groupe de folk suédois, originaire d'Östersund.

## Histoire
Le groupe est formé en 1989 à Östersund, et est spécialisé dans les arrangements instrumentaux hard rock de vieilles chansons suédoises de folk. Le nom du groupe est un mot issu du dialecte du Jämtland, qui peut être littéralement traduite en français par « aucune importance » ou « peu importe ».
En 2001 sort l'album Hippa. Leur album, Jumping at the Cedar, sorti en 2006, est nommé aux Grammis suédois dans la catégorie musique folk. Leur style musical est distribué aux États-Unis par le label NorthSide. 

## Membres

### Membres actuels
- Pedro Blom - basse
- Jens Comén - saxophone
- Kjell-Erik Eriksson - violon
- Björn Höglund - percussions, batterie
- Bosse « Bo » Lindberg - guitare

### Anciens membres
- Gustav Hylén - trompette, bugle
- Janne Strömstedt - clavier
- Annika Holmer
- Sven Olofsson
- Martin Andersson

## Discographie
- 1994 : Hia-Hia (Xource/MNW)
- 1996 : Grov (Xource/MNW)
- 1997 : Groove
- 1999 : More Happy Moments with Hoven Droven (Home, NorthSide)
- 2001 : Hippa (Home, NorthSide)
- 2004 : Turbo (Home)
- 2006 : Jumping at the Cedar (Home, NorthSide)
- 2011 : Rost (Westpark)